# Dysidea cana
Dysidea cana är en svampdjursart som först beskrevs av Hyatt 1877.  Dysidea cana ingår i släktet Dysidea och familjen Dysideidae. Inga underarter finns listade i Catalogue of Life.